# Hallescher Fußball-Club 2008-2009
Questa voce raccoglie le informazioni riguardanti l'Hallescher Fußball-Club nelle competizioni ufficiali della stagione 2008-2009.

## Stagione
Nella stagione 2008-2009 l'Halle, allenato da Sven Köhler, concluse il campionato di Regionalliga nord al 2º posto. In Coppa di Germania l'Halle fu eliminato al primo turno dall'Hannover 96.

## Rosa
| N. |                      | Ruolo | Calciatore        |
| -- | -------------------- | ----- | ----------------- |
| 1  | Germania (bandiera)  | P     | Norbert Guth      |
| 2  | Rep. Ceca (bandiera) | D     | Jan Beneš         |
| 3  | Germania (bandiera)  | D     | Alexander Gröger  |
| 4  | Germania (bandiera)  | C     | Steve Finke       |
| 5  | Germania (bandiera)  | D     | Jens Werner       |
| 6  | Germania (bandiera)  | C     | Kevin Kittler     |
| 7  | Germania (bandiera)  | D     | Thorsten Görke    |
| 8  | Germania (bandiera)  | C     | Maik Kunze        |
| 9  | Germania (bandiera)  | A     | Thomas Neubert    |
| 11 | Germania (bandiera)  | C     | René Stark        |
| 13 | Croazia (bandiera)   | P     | Darko Horvat      |
| 14 | Germania (bandiera)  | C     | Philip Schubert   |
| 15 | Germania (bandiera)  | D     | Christian Kamalla |
| 16 | Tunisia (bandiera)   | D     | Adli Lachheb      |

| N. |                      | Ruolo | Calciatore       |
| -- | -------------------- | ----- | ---------------- |
| 17 | Germania (bandiera)  | D     | Nico Kanitz      |
| 18 | Germania (bandiera)  | D     | Robert Stark     |
| 19 | Germania (bandiera)  | D     | David Bergner    |
| 20 | Rep. Ceca (bandiera) | A     | Milan Janecek    |
| 21 | Germania (bandiera)  | C     | Benedikt Seipel  |
| 22 | Germania (bandiera)  | C     | Marco Hartmann   |
| 23 | Germania (bandiera)  | A     | Christian Beck   |
| 24 | Germania (bandiera)  | C     | Ronny Hebestreit |
| 26 | Germania (bandiera)  | D     | Markus Krug      |
| 27 | Rep. Ceca (bandiera) | C     | Pavel David      |
| 28 | Germania (bandiera)  | A     | Markus Müller    |
|    | Germania (bandiera)  | P     | Christian Person |
|    | Germania (bandiera)  | C     | Toni Lindenhahn  |
|    | Germania (bandiera)  | C     | Fabian Schößler  |

## Organigramma societario
Area tecnica
- Allenatore: Sven Köhler
- Allenatore in seconda: Dieter Strozniak
- Preparatore dei portieri:
- Preparatori atletici:
- Analisi video:

## Calciomercato

### Sessione estiva
| Acquisti | Acquisti         | Acquisti             | Acquisti |
| R.       | Nome             | da                   | Modalità |
| -------- | ---------------- | -------------------- | -------- |
| A        | Christian Beck   | Rot-Weiß Erfurt      |          |
| C        | Pavel David      | Dinamo Dresda        |          |
| C        | Ronny Hebestreit | Meuselwitz           |          |
| D        | Adli Lachheb     | Kickers Offenbach II |          |
| C        | Philip Schubert  | Rot-Weiß Erfurt      |          |
| D        | Robert Stark     | Arminia Bielefeld II |          |

| Cessioni | Cessioni           | Cessioni          | Cessioni |
| R.       | Nome               | a                 | Modalità |
| -------- | ------------------ | ----------------- | -------- |
| A        | Khvicha Shubitidze | Zwickau           |          |
| A        | Toni Juraschek     | Markranstädt      |          |
| C        | Michel Petrick     | Bayreuth          |          |
| A        | David Reich        | Lokomotive Lipsia |          |

### Sessione invernale
| Acquisti | Acquisti      | Acquisti       | Acquisti |
| R.       | Nome          | da             | Modalità |
| -------- | ------------- | -------------- | -------- |
| A        | Markus Müller | Erzgebirge Aue |          |

| Cessioni | Cessioni | Cessioni | Cessioni |
| R.       | Nome     | a        | Modalità |
| -------- | -------- | -------- | -------- |

## Risultati

### Regionalliga

#### Girone di andata
| Halle 17 agosto 2008, ore 14:00 CEST 1ª giornata | Hallescher | 0 – 0 referto | Sachsen Lipsia | Kurt-Wabbel-Stadion (1 792 spett.)\| Arbitro: \| Zwayer \| |
| Arbitro:                                         | Zwayer     |               |                |                                                            |

| Arbitro: | Steuer |

|  |           |                  |
|  | Marcatori | 45’ (rig.) Görke |

| Arbitro: | Ittrich |

|            |           |            |
| Kanitz 89’ | Marcatori | 85’ Storey |

| Arbitro: | Kempter |

|            |           |                |
| Braham 21’ | Marcatori | 42’, 44’ David |

| Arbitro: | Schempershauwe |

|                             |           |             |
| Stark 25’ Kanitz 64’ (rig.) | Marcatori | 49’ Krieger |

| Arbitro: | Frank |

|  |           |            |
|  | Marcatori | 88’ Kanitz |

| Arbitro: | Drees |

|                  |           |             |
| Stark 45’ (rig.) | Marcatori | 58’ Novacic |

| Arbitro: | Fischer |

|               |           |            |
| Cornelius 16’ | Marcatori | 46’ Kanitz |

| Arbitro: | Schmidt |

|                   |           |                  |
| Kanitz 28’ (rig.) | Marcatori | 4’ (rig.) Boltze |

| Arbitro: | Wiatrek |

|  |           |           |
|  | Marcatori | 85’ Görke |

| Arbitro: | Kempter |

|           |           |                  |
| Beneš 50’ | Marcatori | 52’ (rig.) Nouri |

| Arbitro: | Gräfe |

|  |           |                            |
|  | Marcatori | 22’ Hebestreit 88’ Neubert |

| Arbitro: | Schriever |

|  |           |             |
|  | Marcatori | 20’ Neubert |

| Arbitro: | Dietz |

|                            |           |             |
| Kunze 24’ Stark 56’ (rig.) | Marcatori | 15’ Olumide |

| Berlino 30 novembre 2008, ore 14:00 CET 15ª giornata | Hertha Berlino II | 0 – 0 referto | Hallescher | Friedrich-Ludwig-Jahn-Sportpark (465 spett.)\| Arbitro: \| Heitmann \| |
| Arbitro:                                             | Heitmann          |               |            |                                                                        |

| Halle 6 dicembre 2008, ore 13:00 CET 16ª giornata | Hallescher | 0 – 0 referto | Wolfsburg II | Kurt-Wabbel-Stadion (1 408 spett.)\| Arbitro: \| Thielert \| |
| Arbitro:                                          | Thielert   |               |              |                                                              |

| Arbitro: | Valentin |

|  |           |           |
|  | Marcatori | 72’ Finke |

#### Girone di ritorno
| Arbitro: | Kempter |

|  |           |                                                      |
|  | Marcatori | 2’ (rig.) Kanitz 59’ Kunze 81’ Beck 83’ (rig.) Görke |

| Halle 22 febbraio 2009, ore 13:30 CET 19ª giornata | Hallescher     | 0 – 0 referto | Lubecca | Kurt-Wabbel-Stadion (2 062 spett.)\| Arbitro: \| Steinhaus-Webb \| |
| Arbitro:                                           | Steinhaus-Webb |               |         |                                                                    |

| Arbitro: | Seemann |

|  |           |           |
|  | Marcatori | 35’ Beneš |

| Arbitro: | Schmidt |

|            |           |  |
| Müller 26’ | Marcatori |  |

| Cottbus 14 marzo 2009, ore 13:30 CET 22ª giornata | Energie Cottbus II | 0 – 0 referto | Hallescher | Stadion der Freundschaft (420 spett.)\| Arbitro: \| Rohde \| |
| Arbitro:                                          | Rohde              |               |            |                                                              |

| Arbitro: | Meyer |

|                        |           |  |
| Neubert 47’ Müller 78’ | Marcatori |  |

| Arbitro: | Kempter |

|                     |           |                      |
| Lichte 7’ Akgün 18’ | Marcatori | 23’ Finke 90’ Horvat |

| Arbitro: | Gräfe |

|           |           |  |
| David 45’ | Marcatori |  |

| Arbitro: | Kempter |

|            |           |                           |
| Kellig 63’ | Marcatori | 9’, 80’ David 71’ Neubert |

| Arbitro: | Gagelmann |

|  |           |                          |
|  | Marcatori | 38’ Hahne 66’ Proschwitz |

| Arbitro: | Perl |

|                |           |                           |
| Siedschlag 19’ | Marcatori | 85’ Hebestreit 89’ Müller |

| Arbitro: | Aytekin |

|                |           |            |
| Müller 3’, 16’ | Marcatori | 38’ Moritz |

| Arbitro: | Pflaum |

|                      |           |            |
| Kanitz 34’ David 36’ | Marcatori | 30’ Albert |

| Arbitro: | Steinhaus-Webb |

|             |           |             |
| Schahin 85’ | Marcatori | 80’ Neubert |

| Arbitro: | Leicher |

|                |           |                     |
| Stark 10’, 25’ | Marcatori | 33’ Boyd 61’ Traoré |

| Arbitro: | Bandurski |

|  |           |                     |
|  | Marcatori | 14’ Stark 33’ David |

| Arbitro: | Brych |

|  |           |               |
|  | Marcatori | 55’ Schindler |

### Coppa di Germania
| Arbitro: | Wagner |

|  |           |                                                          |
|  | Marcatori | 10’ Schlaudraff 47’ Balitsch 69’, 86’ Bruggink 77’ Hanke |

## Statistiche

### Statistiche di squadra
| Competizione      | Punti | In casa | In casa | In casa | In casa | In casa | In casa | In trasferta | In trasferta | In trasferta | In trasferta | In trasferta | In trasferta | Totale | Totale | Totale | Totale | Totale | Totale | DR  |
| Competizione      | Punti | G       | V       | N       | P       | Gf      | Gs      | G            | V            | N            | P            | Gf           | Gs           | G      | V      | N      | P      | Gf     | Gs     | DR  |
| ----------------- | ----- | ------- | ------- | ------- | ------- | ------- | ------- | ------------ | ------------ | ------------ | ------------ | ------------ | ------------ | ------ | ------ | ------ | ------ | ------ | ------ | --- |
| Regionalliga nord | 70    | 17      | 7       | 8       | 2       | 18      | 13      | 17           | 12           | 5            | 0            | 25           | 7            | 34     | 19     | 13     | 2      | 43     | 20     | +23 |
| Coppa di Germania | -     | 1       | 0       | 0       | 1       | 0       | 5       | 0            | 0            | 0            | 0            | 0            | 0            | 1      | 0      | 0      | 1      | 0      | 5      | -5  |
| Totale            | 70    | 18      | 7       | 8       | 3       | 18      | 18      | 17           | 12           | 5            | 0            | 25           | 7            | 35     | 19     | 13     | 3      | 43     | 25     | +18 |

### Andamento in campionato
| Giornata  | 1  | 2 | 3 | 4 | 5 | 6 | 7 | 8 | 9 | 10 | 11 | 12 | 13 | 14 | 15 | 16 | 17 | 18 | 19 | 20 | 21 | 22 | 23 | 24 | 25 | 26 | 27 | 28 | 29 | 30 | 31 | 32 | 33 | 34 |
| --------- | -- | - | - | - | - | - | - | - | - | -- | -- | -- | -- | -- | -- | -- | -- | -- | -- | -- | -- | -- | -- | -- | -- | -- | -- | -- | -- | -- | -- | -- | -- | -- |
| Luogo     | C  | T | C | T | C | T | C | T | C | T  | C  | T  | T  | C  | T  | C  | T  | T  | C  | T  | C  | T  | C  | T  | C  | T  | C  | T  | C  | C  | T  | C  | T  | C  |
| Risultato | N  | V | N | V | V | V | N | N | N | V  | N  | V  | V  | V  | N  | N  | V  | V  | N  | V  | V  | N  | V  | N  | V  | V  | P  | V  | V  | V  | N  | N  | V  | P  |
| Posizione | 11 | 5 | 8 | 4 | 3 | 3 | 3 | 3 | 3 | 3  | 3  | 3  | 2  | 2  | 3  | 4  | 3  | 3  | 3  | 2  | 2  | 2  | 2  | 2  | 2  | 2  | 2  | 2  | 2  | 2  | 2  | 2  | 2  | 2  |

Legenda:

Luogo: C = Casa; T = Trasferta. Risultato: V = Vittoria; N = Pareggio; P = Sconfitta.

### Statistiche dei giocatori
| Giocatore     | Regionalliga nord | Regionalliga nord | Regionalliga nord | Regionalliga nord | Coppa di Germania | Coppa di Germania | Coppa di Germania | Coppa di Germania | Totale   | Totale | Totale      | Totale     |
| Giocatore     | Presenze          | Reti              | Ammonizioni       | Espulsioni        | Presenze          | Reti              | Ammonizioni       | Espulsioni        | Presenze | Reti   | Ammonizioni | Espulsioni |
| ------------- | ----------------- | ----------------- | ----------------- | ----------------- | ----------------- | ----------------- | ----------------- | ----------------- | -------- | ------ | ----------- | ---------- |
| C. Beck       | 17                | 1                 | 3                 | 0                 | 0                 | 0                 | 0                 | 0                 | 17       | 1      | 3           | 0          |
| J. Beneš      | 30                | 2                 | 5                 | 0                 | 1                 | 0                 | 0                 | 0                 | 31       | 2      | 5           | 0          |
| D. Bergner    | 0                 | 0                 | 0                 | 0                 | 0                 | 0                 | 0                 | 0                 | 0        | 0      | 0           | 0          |
| P. David      | 26                | 7                 | 2                 | 1                 | 1                 | 0                 | 0                 | 0                 | 27       | 7      | 2           | 1          |
| S. Finke      | 30                | 2                 | 4                 | 0                 | 1                 | 0                 | 0                 | 0                 | 31       | 2      | 4           | 0          |
| A. Gröger     | 7                 | 0                 | 0                 | 0                 | 0                 | 0                 | 0                 | 0                 | 7        | 0      | 0           | 0          |
| N. Guth       | 0                 | 0                 | 0                 | 0                 | 0                 | 0                 | 0                 | 0                 | 0        | 0      | 0           | 0          |
| T. Görke      | 30                | 3                 | 12                | 0                 | 1                 | 0                 | 0                 | 0                 | 31       | 3      | 12          | 0          |
| M. Hartmann   | 3                 | 0                 | 0                 | 0                 | 0                 | 0                 | 0                 | 0                 | 3        | 0      | 0           | 0          |
| R. Hebestreit | 26                | 2                 | 4                 | 0                 | 1                 | 0                 | 0                 | 0                 | 27       | 2      | 4           | 0          |
| D. Horvat     | 34                | 1                 | 0                 | 0                 | 1                 | 0                 | 0                 | 0                 | 35       | 1      | 0           | 0          |
| M. Janecek    | 0                 | 0                 | 0                 | 0                 | 0                 | 0                 | 0                 | 0                 | 0        | 0      | 0           | 0          |
| C. Kamalla    | 34                | 0                 | 3                 | 0                 | 1                 | 0                 | 0                 | 0                 | 35       | 0      | 3           | 0          |
| N. Kanitz     | 32                | 7                 | 6                 | 0                 | 1                 | 0                 | 0                 | 0                 | 33       | 7      | 6           | 0          |
| K. Kittler    | 20                | 0                 | 5                 | 0                 | 1                 | 0                 | 0                 | 0                 | 21       | 0      | 5           | 0          |
| M. Krug       | 0                 | 0                 | 0                 | 0                 | 0                 | 0                 | 0                 | 0                 | 0        | 0      | 0           | 0          |
| M. Kunze      | 29                | 2                 | 2                 | 0                 | 1                 | 0                 | 0                 | 0                 | 30       | 2      | 2           | 0          |
| A. Lachheb    | 29                | 0                 | 2                 | 1                 | 1                 | 0                 | 0                 | 0                 | 30       | 0      | 2           | 1          |
| T. Lindenhahn | 2                 | 0                 | 0                 | 0                 | 0                 | 0                 | 0                 | 0                 | 2        | 0      | 0           | 0          |
| M. Müller     | 16                | 5                 | 4                 | 0                 | 0                 | 0                 | 0                 | 0                 | 16       | 5      | 4           | 0          |
| T. Neubert    | 30                | 5                 | 2                 | 0                 | 1                 | 0                 | 0                 | 0                 | 31       | 5      | 2           | 0          |
| C. Person     | 0                 | 0                 | 0                 | 0                 | 0                 | 0                 | 0                 | 0                 | 0        | 0      | 0           | 0          |
| P. Schubert   | 30                | 0                 | 11                | 0                 | 1                 | 0                 | 0                 | 0                 | 31       | 0      | 11          | 0          |
| F. Schößler   | 0                 | 0                 | 0                 | 0                 | 0                 | 0                 | 0                 | 0                 | 0        | 0      | 0           | 0          |
| B. Seipel     | 0                 | 0                 | 0                 | 0                 | 0                 | 0                 | 0                 | 0                 | 0        | 0      | 0           | 0          |
| R. Stark      | 31                | 6                 | 7                 | 0                 | 0                 | 0                 | 0                 | 0                 | 31       | 6      | 7           | 0          |
| R. Stark      | 8                 | 0                 | 0                 | 0                 | 1                 | 0                 | 0                 | 0                 | 9        | 0      | 0           | 0          |
| J. Werner     | 6                 | 0                 | 2                 | 0                 | 0                 | 0                 | 0                 | 0                 | 6        | 0      | 2           | 0          |